# Singenita
La singenita es un mineral de la clase de los minerales sulfatos. Fue descubierta en 1872 en yacimientos de sal en Kalush, en el óblast de Ivano-Frankivsk (Ucrania), siendo nombrada así del griego συγγευής -relacionado-, por su relación con la polihalita. Sinónimos poco usados son: kaluzita o syngenita.

## Características químicas
Es un sulfato hidratado de potasio y calcio.
Forma drusas dentro de la halita. Cuando entra en contacto con agua se disuelve transformándose en yeso.

## Formación y yacimientos
Encontrada como componente diagenético en domos salinos formados a partir de depósitos de sales marinas oceánicas. También puede formarse por la actividad volcánica por sublimación de productos de reacción pneumatolíticos. En zonas geotérmicas puede encontrarse rellenando vetas hidrotermales. Se puede formar derivado del guano de murciélago en el suelo de las cavernas.
Suele encontrarse asociado a otros minerales como: halita, arcanita, bifosfamita, aftitalita, monetita, whitlockita, uricita, brushita o yeso.